# 谷滋行
谷 滋行（たに しげゆき、1970年〈昭和45年〉3月4日-  ）は、日本の警察官僚。警察庁刑事局長。

## 来歴
兵庫県加西市出身。京都大学法学部を卒業後、1993年（平成5年）、警察庁に入庁。
入庁後、長野県警察本部刑事部捜査第二課長、在セルビア日本国大使館一等書記官、警察庁刑事局組織犯罪対策部暴力団対策課暴力団排除対策官、大阪府警察本部警務部参事官兼警務課長事務取扱、警察庁長官官房企画課長などを歴任。
2020年8月24日、山口県警察本部長に就任。在任中、八街児童5人死傷事故を受けて、山口県議会の代表質問で日中における飲酒運転の検問を強化する考えを示し、飲酒運転常習者の動向把握や検挙、コンビニエンスストアなどにおける飲酒運転情報の提供依頼、事業所に対する安全運転管理者選任の推進等の対応などにあたった。
その後、警察庁長官官房首席監察官を歴任し、2023年1月16日、 警察庁長官官房総括審議官兼警備局付に就任。
2024年8月27日、警察庁刑事局長に就任。

## 略歴
- 1993年4月-  警察庁入庁[1][9]
- 1996年8月-  長野県警察本部刑事部捜査第二課長[14]
- 1998年3月-  警視庁刑事部捜査第一課課長代理(調査担当)[14]
- 1999年8月-  外務省アジア局北東アジア課[9]
- 2000年7月-  外務省アジア局北東アジア課課長補佐[9]
- 2001年
  - 1月-  外務省アジア大洋州局北東アジア課課長補佐(組織改正)[9]
  - 9月-  人事院行政官短期在外研究員(アメリカ合衆国)[9]
- 2002年9月-  警察庁刑事局刑事企画課課長補佐[9]
- 2004年8月-  警察庁刑事局刑事企画課課長補佐兼法務省刑事局付[9]
- 2006年8月-  警察庁生活安全局生活環境課課長補佐[9]
- 2007年7月-  外務省在セルビア日本国大使館一等書記官[9]
- 2010年7月-  警察庁長官官房企画官兼警察庁刑事局組織犯罪対策部企画分析課理事官[9]
- 2011年8月-  警察庁刑事局組織犯罪対策部企画分析課犯罪組織情報官[9]
- 2012年7月-  警察庁刑事局組織犯罪対策部暴力団対策課暴力団排除対策官[9]
- 2013年8月-  大阪府警察本部警務部参事官兼警務課長事務取扱[15]
- 2015年1月-  警察庁長官官房会計課会計企画官兼警察庁長官官房会計課理事官 (任警視長)[16]
- 2017年9月-  警察庁長官官房参事官(企画担当)兼警察大学校警察政策研究センター付[17][18]
- 2019年4月-  警察庁長官官房企画課長 (組織改正)[19][20]
- 2020年8月-  山口県警察本部長 [21][22] [注釈 1]
- 2022年
  - 1月-  警察庁長官官房付[24][25]
  - 5月-  警察庁長官官房首席監察官[5][26]
- 2023年1月-  警察庁長官官房総括審議官兼警備局付[12][13]
- 2024年8月-  警察庁刑事局長[6][7][8]